# Бауман, Петер
Петер Бауман (нем. Peter Baumann; род. 29 января, 1953, Берлин) — немецкий музыкант, член классического состава ведущей группы Берлинской школы электронной музыки Tangerine Dream.

## Биография
Петер Бауман родился 29 января 1953 года в Берлине в семье композитора и актрисы. С 14 лет Бауман играл в рок-группах в берлинских клубах для американских военных. В 1971 году в возрасте 18 лет он познакомился с Кристофером Франке и вступил в Tangerine Dream.

### Tangerine Dream
Бауман принял участие в записи девяти наиболее значимых альбомов группы её классического периода 1972—1977 годов, начиная с Zeit и заканчивая саундтреком Sorcerer и концертным альбомом Encore.
В этот период Бауман дважды на короткое время покидал группу. Сначала в 1973 году (вернувшись к началу работы над Phaedra) и в 1975 году, когда его заменял Михаэль Хениг во время гастролей по Австралии. Бауман окончательно ушёл из группы в 1977 году сразу после завершения чрезвычайно успешного гастрольного тура Tangerine Dream по США.

### Сольная карьера
В 1976—1983 годах Бауман занимался сольной карьерой, выпустив четыре альбома, лучшим из которых стал первый — Romance '76. Он выпустил альбом, ещё являясь членом Tangerine Dream. Соответственно написан он в том же русле, в котором работала в тот момент группа. Построенный вокруг сложных электронных структур, созданных с помощью секвенсеров, арпеджиаторов, синтезатора Муга и меллотрона, альбом является пугающим и таинственным путешествием сквозь незнаемое.
Второй альбом Trans Harmonic Nights возвестил о начале эволюции в направлении электро-попа. В 1979 году Бауман переехал из Германии в Нью-Йорк, где начал работу над клубной музыкой, вылившуюся в альбом Repeat Repeat. После выпуска в 1983 году альбома Strangers in the Night Бауман ушёл в бизнес.

### Музыкальный бизнес
В 1985 году Бауман основал лейбл Private Music, который специализировался на инструментальной музыке в стиле нью-эйдж. На его фирме издавались такие артисты, как Yanni, John Tesh и Shadowfax. В конце 1980-х годов на его лейбле многие свои альбомы выпустила группа Tangerine Dream, среди них Optical Race (1988), Miracle Mile (1989), Lily on the Beach (1989), Melrose (1990) и The Private Music of Tangerine Dream (1991).
В 1996 году Бауман продал лейбл компании BMG, которая продолжает продавать некоторые наиболее удачные альбомы из каталога. Сам Бауман ушёл из музыкального бизнеса.

### Последующая карьера
Завершив музыкальную карьеру, Бауман переехал в Сан-Франциско, где в 2009 году основал Фонд Баумана, мозговой центр, который исследует понимание того, что значить быть человеком в контексте когнитологии, эволюционной теории и философии.

## Дискография
1976 — Romance '76
1979 — Trans Harmonic Nights
1981 — Repeat Repeat
1983 — Strangers in the Night
1996 — Phase by Phase: A Retrospective '76 - '81 (сборник)
2016 — Machines of Desire